# أركوض عديم الرائحة
الأركوض عديم الرائحة نوع نباتي يتبع جنس الأركوض من الفصيلة البقولية.